# Polyblastus fulvilinealis
Polyblastus fulvilinealis är en stekelart som beskrevs av Hall 1919. Polyblastus fulvilinealis ingår i släktet Polyblastus och familjen brokparasitsteklar. Inga underarter finns listade i Catalogue of Life.